# Musée suisse de la mode
Pour les articles homonymes, voir Musée de la mode.
Le MuMode est une association établie en Suisse dans la ville d’Yverdon-les-Bains depuis 1982. Il a pour mission la conservation, l'étude et la mise en valeur d'une collection de plus de 12'000 vêtements et accessoires. L'association n'a pas de lieu d'exposition permanent et propose, hors les murs, des événements, expositions temporaires et autres activités ponctuelles.

## Historique
L’idée de la création du Musée suisse de la Mode est née en 1981 à la suite de l’exposition « Mode Rétro Romande » qui a lieu au Palais de Beaulieu à Lausanne, lors de la SERATEX, foire professionnelle d’achat de textile.
En 1982, initié par un groupe d’amis et de bénévoles, le musée suisse de la mode, nommé à l’origine « musée de l’habillement », s’installe dans les locaux des anciennes casernes de la ville d’Yverdon-les-Bains, avec comme lieu d’exposition la salle temporaire du château d’Yverdon-les-Bains. Dès sa création, le musée a pour vocation de « conserver, de restaurer, de mettre en valeur » et de témoigner un savoir-faire d’autrefois. Cinq ans plus tard, le musée prend son nom actuel.

## Collection
Le musée possède une collection allant du XVIIIe siècle à nos jours. Il est également l'héritier d’une collection de croquis du couturier vaudois Robert Piguet (1898-1953), disciple de Paul Poiret et de Redfern.
D’autres noms tels que  Jacques Griffe, Balenciaga, Philippe Venet, Hubert de Givenchy, Yves Saint Laurent et Gianni Versace enrichissent également la collection du musée. Le MuMode compte notamment les créateurs suisses Olivier Chabloz, Grieder ou encore la maison de couture zurichoise Levent.
Depuis juin 2016, les réserves du MuMode accueillent également les 25 000 pièces du musée du bouton, que la fondatrice Nicola Beaupain a souhaité transmettre.

## Expositions et événements
Des collaborations ont été initiées avec d’autres institutions, musées, centre d’art contemporain, ainsi que des écoles d’art & design.
Dans la salle temporaire du château d'Yverdon-les-Bains
- Fiction et Réalité, travail de création d’Yvonne Sassinot de Nesle pour le cinéma, le théâtre, l'opéra et le ballet, 14 mars au 31 juillet 2002.
- Costume pour un film, 15 août 2002 au 31 janvier 2003.
- Face à face, 20 années de créations de Gianni Versace, 6 avril 2006 au 7 janvier 2007
- Noces d'argent avec un défilé présidé par Pierre Cardin Du 20 avril au 31 juillet 2008
- Prototype, dans les coulisses de la haute couture. Du 12 septembre 2008 au 31 mai 2009
- Di Marino haute couture. Du 25 avril au 17 novembre 2013
- Faisons le point. Du 13 février au 27 septembre 2015
- Esprit Dandy, en collaboration avec 11 musées du Canton de Neuchâtel Du 27 mai 2016 au 8 janvier 2017[7]

Hors les murs 
- Robert Piguet. Galerie de l’Hôtel de Ville d’Yverdon-les-Bains. Du 12 juin au 4 septembre 2005
- De l’Empire aux Années folles. Domaine de La Doges, La Tour-de-Peilz. Juin 2011
- Patrimoine Glamour, au Salon des antiquaires. Mise en scène par le couturier français Franck Sorbier. Du 17 au 25 novembre 2012
- Totchic au CACY. Exposition de l'artiste Elisabeth Llach en collaboration avec le MuMode. Du 19 mars au 29 mai 2016[8]

## Publication
En 2013, le MuMode célébrait ses 30 ans avec la publication d’un livre-anniversaire, en association avec le comédien et auteur Thierry Romanens pour les textes et à la direction artistique, le graphiste et photographe Fabian Sbarro. Haute Couture à voix basse met en scène et donne la parole aux plus belles pièces de la collection du musée.